# Реція
47°22′ пн. ш. 8°34′ сх. д. / 47.36° пн. ш. 8.56° сх. д.
Реція (лат. Raetia) — найзахідніша з дунайських провінцій Римської імперії.

## Загальний опис
Реція була обмежена зі сходу Нориком і землею венетів, з півдня — Транспаданською Галлією, із заходу — Гельвецією, з півночі — Верхньою Германією; до складу її входили південні частини нинішніх Баден-Вюртемберга та Баварії, північно-східна і східна частини Швейцарії, Тіроль і частина Ломбардії.
Головна маса ретів (лат. Raeti, грец. Ραιτοί, тобто горяни — від кельтського Raiti), споріднених імовірно італійським разенам або етрускам, займала гірську країну між Нориком, Гельвецією, перевалом Санкт-Готтард, Боденським озером і долиною річки Інну, розпадаючись на племена камунів, ленонтіїв, веностів, бріксентів, мезіатів, евганеїв, трідентійців та інших. Північніше від них жили вінделікійці. Населення Реціі займалося скотарством, виноробством і частково землеробством.
У 15 до н. е. Рим вирішив убезпечити північний кордон Італії. Тиберій і Друз вдерлися до Реції (перший — через Гельвецію, другий — з Італії, вгору по долині річки Еч) і в один літній похід завоювали провінцію, завдавши поразки у битві в ущелині Крап-Сес. Тоді ж було прокладено дороги, що з'єднували головні поселення Північної Італії з верхнім Дунаєм, Боденським озером і східною Швейцарією. Центром римського управління й культури стало місто Augusta Vindelicorum (сучасний Аугсбург), де сходилися дороги з Італії. Одна з них йшла від Комо на К'явенну та Кур до Бріганції (Брегенц) на Боденському озері, а звідти — в Аугсбург, інша — з Аквіли, через Карнійські Альпи, до Вельдідени (Вільде) на Інні у Реціі; тут з нею зустрічалася третя, найзначніша дорога з Верони на Трієнт, вгору по долині річки Еч, потім через Бреннер долиною Інну та Баварських Альп до Вельдідени й Аугсбурга. Ця дорога в 47 році була завершена Клавдієм і продовжена до верхнього Дунаю; за його ім'ям, вона стала називатися via Claudia.

### Римське керівництво
- Маркус Семпроній Лібераліс (139—140)
- Квінт Баєн Блассіан (150—153)
- Тит Варій Клеменс (157)
- Секст Бай Пудент (163—164)
- Гай Октавій Аппій Светрій Сабін (213)